# Liste der Naturdenkmale in Edingen-Neckarhausen
| Naturdenkmale | Anzahl |
| ------------- | ------ |
| FND           | 0      |
| END           | 7      |
| Gesamt        | 7      |

Die Liste der Naturdenkmale in Edingen-Neckarhausen nennt die verordneten Naturdenkmale (ND) der im baden-württembergischen Rhein-Neckar-Kreis liegenden Gemeinde Edingen-Neckarhausen. In Edingen-Neckarhausen gibt es insgesamt sieben als Naturdenkmal geschützte Objekte, keines ist ein flächenhaftes Naturdenkmal (FND), alle sind Einzelgebilde-Naturdenkmale (END).
Stand: 31. Oktober 2016.

## Einzelgebilde (END)
| Name                           | Bild | Kennung     | Einzelheiten         | Position | Fläche Hektar | Datum         |
| ------------------------------ | ---- | ----------- | -------------------- | -------- | ------------- | ------------- |
| Blutbuche Schloßpark           |      | 82261050007 | Edingen-Neckarhausen | ⊙        | 0,0           | 26. Feb. 2004 |
| Mammutbaum                     | BW   | 82261050009 | Edingen-Neckarhausen | ⊙        | 0,0           | 26. Feb. 2004 |
| Platane Schloßpark             |      | 82261050008 | Edingen-Neckarhausen | ⊙        | 0,0           | 26. Feb. 2004 |
| Spitzahorn bei Eisenbahnbrücke | BW   | 82261050006 | Edingen-Neckarhausen | ⊙        | 0,0           | 26. Feb. 2004 |
| Zerr-Eiche Sporthalle          | BW   | 82261050005 | Edingen-Neckarhausen | ⊙        | 0,0           | 26. Feb. 2004 |
| 2 Platanen bei Jahnhalle       |      | 82261050002 | Edingen-Neckarhausen | ⊙        | 0,0           | 26. Feb. 2004 |
| 2 Roßkastanien am Neckar       | BW   | 82261050001 | Edingen-Neckarhausen | ⊙        | 0,0           | 26. Feb. 2004 |
| Legende für Naturdenkmal       |      |             |                      |          |               |               |